# MELODY (雑誌)
『MELODY』（メロディ）は、白泉社が発行する日本の少女向け隔月刊漫画雑誌。1997年9月16日、『月刊MELODY』として創刊した。創刊号の表紙イラストは清水玲子が描き、キャッチコピーは「すべてのドラマ世代へ 新ガールズ・コミック創刊!」「もう少女マンガは甘くない。」であった。2006年、隔月刊（偶数月刊）となり、『MELODY』として新装刊した。発売日は刊行月の前々月（偶数月）の28日。
『花とゆめ』および『LaLa』（いずれも白泉社）から派生し、一歩大人向けに進化した大人が主人公の「少女漫画誌」という位置付けで創刊された。掲載作品は「花とゆめコミックス」「花とゆめコミックススペシャル」レーベルにてコミックス化されている。なお、かつて一部の作品は「ジェッツコミックス」レーベルにてコミックス化されていた。

## 歴史
- 1997年9月16日 - 『月刊MELODY』創刊号（10月号）発売。当初の発売日は前月16日。
- 2001年11月28日 - 2002年1月号発売。発売日を刊行月の前々月28日に変更。
- 2006年4月28日 - 6月号発売。隔月刊化（偶数月刊）。
- 2006年6月28日 - 8月号発売。新装刊してロゴ・表紙デザインをリニューアル。誌名も現在の『MELODY』に変更。

## 歴代編集長
- 久保田博（初代編集長）：1997年10月号（創刊号[3]）
- 内山晴人[注 1]
- 高田英之： - 2015年2月号[6][注 2]
- 佐久間崇：2015年4月号[8] - 2018年4月号[9][10]
- 武田直子：2018年6月号[11][1][注 3] -

## 現在の主な掲載作品
2025年6月号現在。
- 曙橋三叉路白鳳喫茶室にて（高尾滋）
- かげきしょうじょ!!（斉木久美子）
- 髪を切りに来ました。（高橋しん）
- 吸血鬼と愉快な仲間たち（原作：木原音瀬、羅川真里茂）←『花ゆめAi』から移籍
- キリコのこばらのこみち（玖保キリコ）
- 下足痕踏んじゃいました（麻生みこと）
- 31☆アイドリーム（種村有菜）
- 寿々木君のていねいな生活（ふじもとゆうき）
- 相撲女子初心者ですが。（はしのちづこ）
- 蜻蛉（河惣益巳）
- 秘密 season0（清水玲子）
- ベランダ絵日記帖（六本木綾）
- ぼくは地球と歌う（日渡早紀）
- 翠の社の龍神さま（松風はるか）
- 八雲立つ 灼（樹なつみ）
- ルーム・ツアーズ（マツモトトモ）
- 私のブルーガーネット（秋山はる）

## その他、過去の執筆陣（作品名等）
- 青池保子：修道士ファルコ
- 麻生みこと:そこをなんとか
- 安孫子三和：みかん絵日記
- 磯谷友紀：王女の条件
- 一条ゆかり
- 樹なつみ：獣王星
- 宇野亜由美
- 遠藤淑子
- 大雪師走
- 岡野史佳
- 岡野玲子：陰陽師 玉手匣
- 小川彌生：フィギュアよこんにちは
- 勝田文：プリーズ、ジーヴス（原作:P・G・ウッドハウス）
- 加藤四季
- 加藤知子
- 雁須磨子
- 喜多尚江
- 桑田乃梨子
- 佐原ミズ×スキマスイッチ：スキマ式
- 清水玲子：秘密 ―トップ・シークレット―
- ススキノ海：ヒポクラテスの卵
- 高橋しん
- 竹宮恵子
- 立花晶：すぴすぴ事情 〜白文鳥偏愛日記〜、ぶんぶんのーと
- 立野真琴
- つぐみ屋：「9人目の嘘つき」
- 東城和実
- 中村世子：モフモフつきハイツ空室有〼
- 成田美名子：花よりも花の如く
- 西炯子：なかじまなかじま
- 波津彬子
- ひかわきょうこ：お伽もよう綾にしき、魔法にかかった新学期
- 松苗あけみ
- マツモトトモ：リズムナシオン
- まどさわ窓子：おかえり、南星バス
- 魔夜峰央：パタリロ!
- 南マキ：秘すれば、花
- やまざき貴子：っポイ!
- 山田ユギ：まほろ駅前多田便利軒（原作:三浦しをん）
- 山口美由紀：パラダイスパイレーツ
- よしながふみ：大奥
- 米沢りか
- 羅川真里茂：しゃにむにアンチ★エイジング

## 映像化

### アニメ化
| 作品                        | 放送年 | 原作       | アニメーション制作 | 備考                                  |
| --------------------------- | ------ | ---------- | ------------------ | ------------------------------------- |
| パタリロ西遊記!             | 2005年 | 魔夜峰央   | マジックバス       |                                       |
| 秘密 -トップ・シークレット- | 2008年 | 清水玲子   | マッドハウス       | タイトルは「秘密 〜The Revelation〜」 |
| かげきしょうじょ!!          | 2021年 | 斉木久美子 | PINE JAM           |                                       |

| 作品 | 放送年 | 原作         | アニメーション制作 | 備考 |
| ---- | ------ | ------------ | ------------------ | ---- |
| 大奥 | 2023年 | よしながふみ | スタジオディーン   |      |

### 実写化
| 作品                             | 放送年                      | 原作         | 備考                                                             |
| -------------------------------- | --------------------------- | ------------ | ---------------------------------------------------------------- |
| 大奥（TBS版ドラマ・NHK版ドラマ） | 2012年（TBS版）             | よしながふみ | 実写映画版の第1作の続編 タイトルは「大奥〜誕生［有功・家光篇］」 |
| 大奥（TBS版ドラマ・NHK版ドラマ） | 2023年（NHK版第1期・第2期） | よしながふみ |                                                                  |
| そこをなんとか                   | 2012年（第1期）             | 麻生みこと   |                                                                  |
| そこをなんとか                   | 2014年（第2期）             | 麻生みこと   |                                                                  |

| 作品                         | 公開年          | 原作         | 監督     | 備考                                                             |
| ---------------------------- | --------------- | ------------ | -------- | ---------------------------------------------------------------- |
| 大奥（映画第1作・映画第2作） | 2010年（第1作） | よしながふみ | 金子文紀 | TBS版ドラマの前作                                                |
| 大奥（映画第1作・映画第2作） | 2012年（第2作） | よしながふみ | 金子文紀 | TBS版ドラマの続編 タイトルは「大奥〜永遠〜［右衛門佐・綱吉篇］」 |
| 秘密 -トップ・シークレット-  | 2016年          | 清水玲子     | 大友啓史 | タイトルは「秘密 THE TOP SECRET」                                |

## 発行部数
- 2006年9月1日 - 2007年8月31日、44,000部[12]
- 2007年10月1日 - 2008年9月30日、46,867部[12]
- 2008年10月1日 - 2009年9月30日、46,567部[12]
- 2009年10月1日 - 2010年9月30日、47,434部[12]
- 2010年10月1日 - 2011年9月30日、49,717部[12]
- 2011年10月1日 - 2012年9月30日、49,067部[12]
- 2012年10月1日 - 2013年9月30日、47,550部[12]
- 2013年10月1日 - 2014年9月30日、46,117部[12]
- 2014年10月1日 - 2015年9月30日、43,117部[12]
- 2015年10月1日 - 2016年9月30日、40,367部[12]
- 2016年10月1日 - 2017年9月30日、38,217部[12]
- 2017年10月1日 - 2018年9月30日、36,667部[12]
- 2018年10月1日 - 2019年9月30日、35,250部[12]
- 2019年10月1日 - 2020年9月30日、32,667部[12]
- 2020年10月1日 - 2021年9月30日、31,083部[12]
- 2021年10月1日 - 2022年9月30日、27,250部[12]
- 2022年10月1日 - 2023年9月30日、22,083部[12]
- 2023年10月1日 - 2024年9月30日、20,333部[12]

## 関連誌・関連サイト
LaLaメロディonline
2013年11月22日に本誌と『LaLa』のWEBマンガサイト「LaLaメロディonline」が開始。
花LaLa online
2015年4月3日に「花とゆめonline」と「LaLaメロディonline」が合わさり、「花LaLa online」が開始。本誌と『花とゆめ』、『別冊花とゆめ』、『LaLa』の4誌が合同で運営。2017年8月2日に「マンガPark」がリリースされるとともにサービスが終了。
メロディ+
2021年8月5日、本誌の増刊である電子雑誌『メロディ+』が創刊し、電子書店で配信が開始。